# Тембар
Тембар је основни квалитет или боја тона. у питању је психоакустички феномен, где ухо слушаоца може препознати различите изворе звука, без обзира на исту висину тона које производе. На пример, тон исте висине и гласноће који производе клавир и обоа имају различиту боју, због различитости у произвођењу аликвотних тонова. Број присутних аликвота и њихова различита релативна јачина одређују боју звука. 
Боја тона се описује придевима као "мек", "оштар", "сјајан", "туп" тон и слично. Боја тона је израз позајмљен из света оптичких појава, а придеви којима се ова особина описује се често односе на друга чула од чула слуха, јер се могу одредити само на основу субјективног искуства слушаоца.
Звук обое, на пример, је знатно богатији аликвотама од звука флауте, који је ближи "чистом" звуку. Под појмом "чистог звука" подразумева се онај који је лишен аликвотних треперења и има потпуно правилну кривуљу типа синусоиде. Овакав звук производи звучна виљушка или синтесајзер.